# Ксилурис, Никос
Никос Ксилурис (греч. Νίκος Ξυλούρης; также известен как Псароникос, греч. Ψαρονίκος; 7 июля 1936, Анойа, Крит — 8 февраля 1980, Пирей) — греческий певец и композитор. Получил известность благодаря исполнению критской народной музыки. Его братья Андонис (по прозвищу Псарандонис) и Яннис также были известными критскими народными музыкантами.

## Биография
Родился 7 июля 1936 года в селе Анойа на Крите. Первую лиру Ксилурису подарили в возрасте двенадцати лет. Вскоре он зарекомендовал себя как талантливый исполнитель и стал выступать на местных праздниках и свадьбах. В возрасте 17 лет Ксилурис начал играть в ночном музыкальном заведении «Кастро» в Ираклионе. Первое время его выручки едва хватило на жизнь. 21 мая 1958 года он женился на Урании Мелабианаки, происходившей из богатой семьи Ираклиона. В 1960 году у них родился сын, а в 1966 году — дочь.
В 1958 году Ксилурису удалось опубликовать свою первую пластинку «Μια μαυροφόρα που περνά». В 1966 году он выступил на Фестивале Сан-Ремо, исполнив сиртаки на лире, и получил там первую премию в номинации народная музыка. В следующем году он открыл свою собственную музыкальную таверну «Κέντρο Ερωτόκριτος» в Ираклионе. Его пластинка «Ανυφαντού», вышедшая в 1969 году, имела большой успех. Ксилурис переехал в Афины вскоре после концерта в афинском концертном зале Конаки. В Афинах он познакомился с поэтом и автором песен Еррикосом Талассиносом и с композитором и певцом Яннисом Маркопулосом. С пластинок «Chroniko» и «Risitika» началось их успешное сотрудничество, которое сделало Ксилуриса известным во всей Греции и за её пределами.
17 ноября 1973 года он выступил во время восстания студентов в Афинском политехническом институте. Вуз был окружён танками хунты, когда Ксилурис взял свою лиру и исполнил старую критскую песню свободы «Πότε θα κάνει ξαστεριά», известную как гимн критской освободительной борьбы против Османской империи. С тех пор Ксилуриса окружала аура народного героя. Наряду с другими событиями бунт студентов 1973 года стал одной из отправных точек для падения греческой военной диктатуры в 1974 году.
В 1975 году он вместе с другими исполнителями положил на музыку стихи всемирно известного греческого лирика и коммуниста Янниса Рицоса.
Ксилориус умер в 1980 году в Пирее от рака. В память о нём на его родине ежегодно в первую неделю июля проходит большой фестиваль народной музыки.